# Cuisine batak

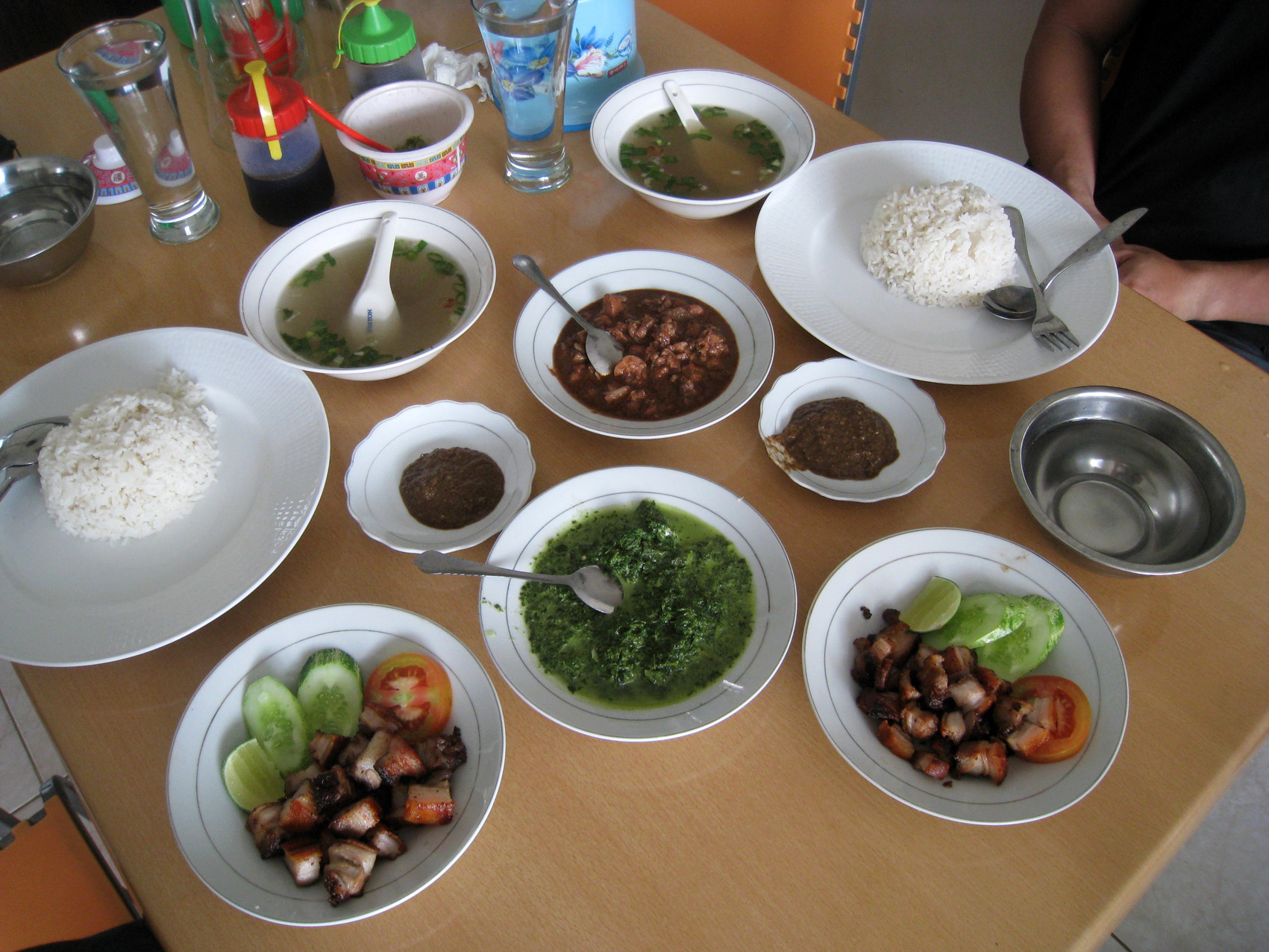
Saksang et panggang, plats batak typiques dans un lapo (restaurant batak).

La cuisine batak est la cuisine du peuple batak, prédominant à Sumatra du Nord, en Indonésie. La cuisine batak est une des composantes de la cuisine indonésienne et est une des plus authentiques en comparaison des autres cuisines de l'île de Sumatra, plus marquées par des influences étrangères. Une des caractéristiques de la cuisine batak est l'emploi d'andaliman (Zanthoxylum acanthopodium) en tant qu'épice principale. C'est ce qui explique qu'en Indonésie l'andaliman est parfois appelé « poivre de Batak ».
Les Batak sont majoritairement chrétiens — contrairement à ses voisins d'Aceh et aux Minang — et ne sont donc pas astreints aux régimes et règles halal. De nombreux plats batak sont ainsi à base de porc, ainsi qu'à base d'ingrédients moins habituels, tel que la viande de chien ou bien le sang, mais des recettes et variantes halals à base de poulet ou de poissons d'eau douce existent cependant.
L'épicentre de la culture culinaire batak se situe dans les villes situées sur les hauteurs batak, telles que les villes de Kabanjahe et Berastagi dans la région de Tanah Karo. La capitale du nord de Sumatra, Medan, est également un centre important de la cuisine batak, où l'on peut retrouver de nombreux lapo (restaurants batak). On trouve également des restaurants bataks à Jakarta et dans le reste de l'Indonésie.

## Histoire
La majorité des cuisines de l'île de Sumatra est souvent empreinte d'influences étrangères, telles que les cuisines minang, malaise et acehnaise, influencées par l'Inde et l'Arabie. À l'inverse, la cuisine batak a conservé son caractère indigène et ses traditions austronésiennes.

## Épices et assaisonnements

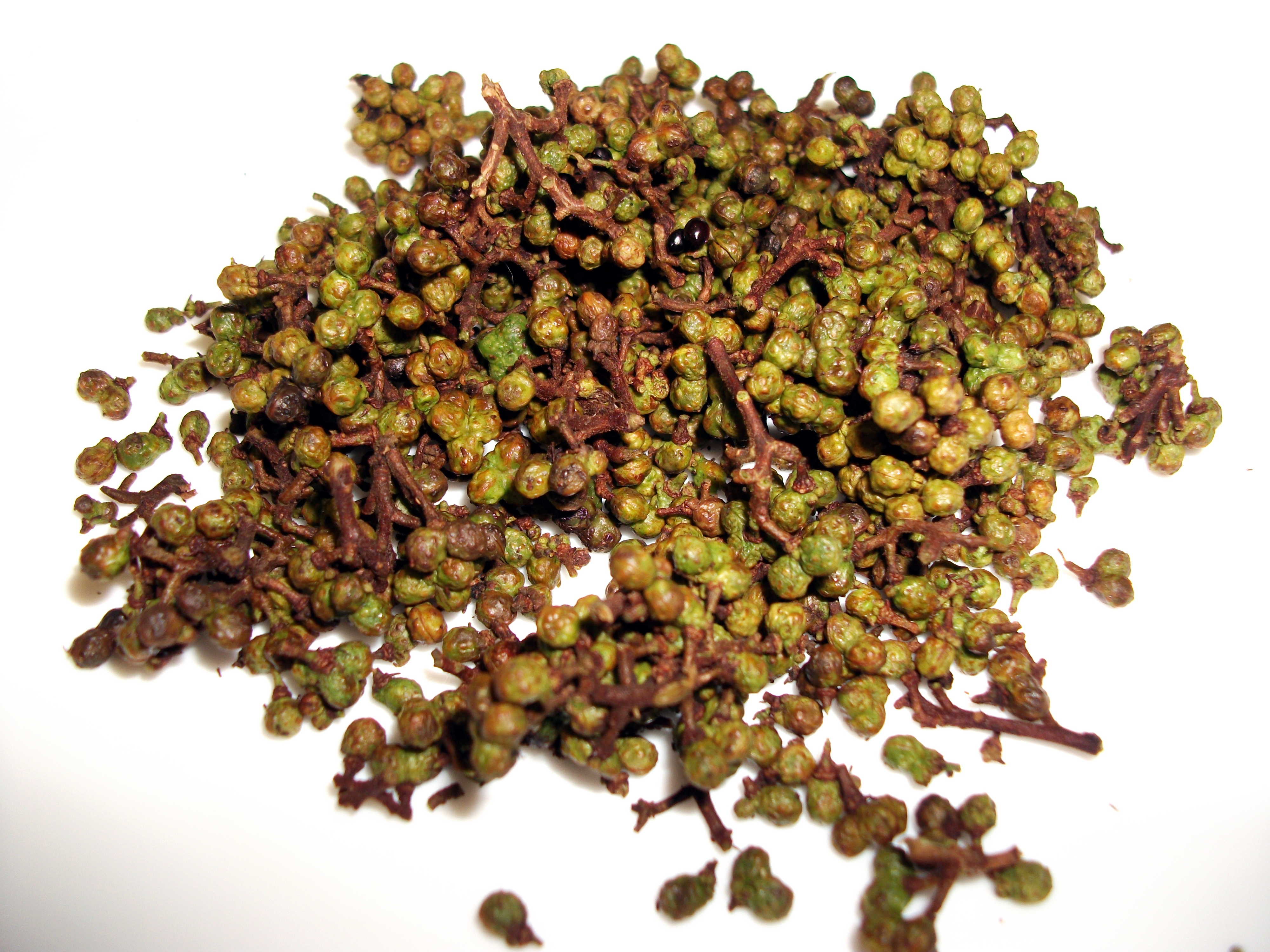
Andaliman ou poivre de Batak.

La cuisine batak se différencie de ses voisines par rapport à son choix d'épices dans la cuisine. Les Acehnais, par exemple, utilisent largement le kaloupilé comme épice principale, tandis que les Bataks préfèrent l'andaliman.
Avec l'oignon batak (ciboulette), l'andaliman entre dans la fabrication de l'arsik, sauce batak à base d'andaliman, de curcuma, d'ail et de noix des Moluques. Il existe plusieurs mélanges et sauces uniques dans la cuisine batak, comme le sambal tuktuk, par exemple. D'autres condiments sont employés dans la cuisine batak : combava, coriandre, oignon, ail, piment, poivre noir, citronnelle, gingembre, galanga et curcuma.

## Viande

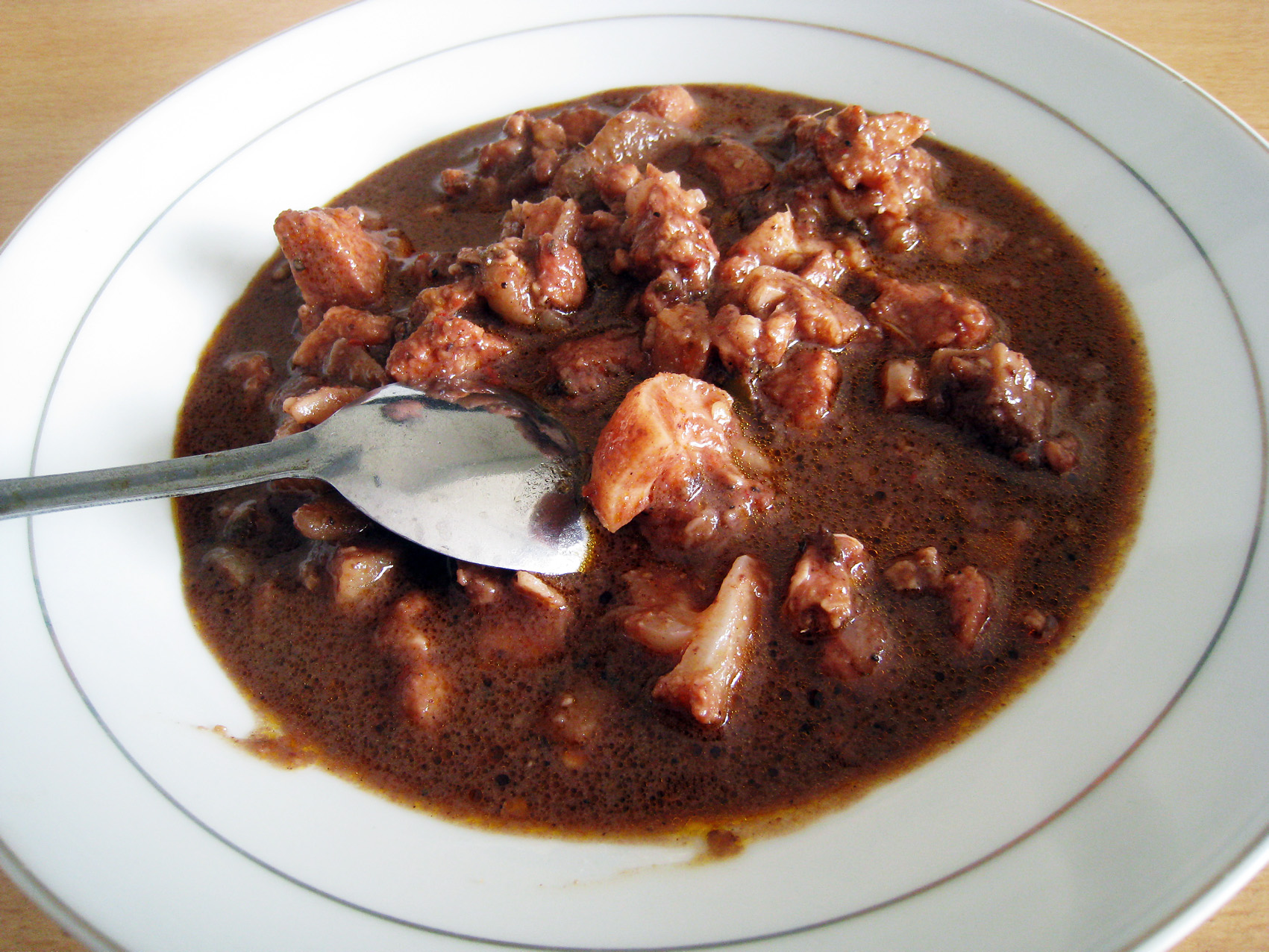
Saksang, porc cuit dans un mélange d'épices et son propre sang.

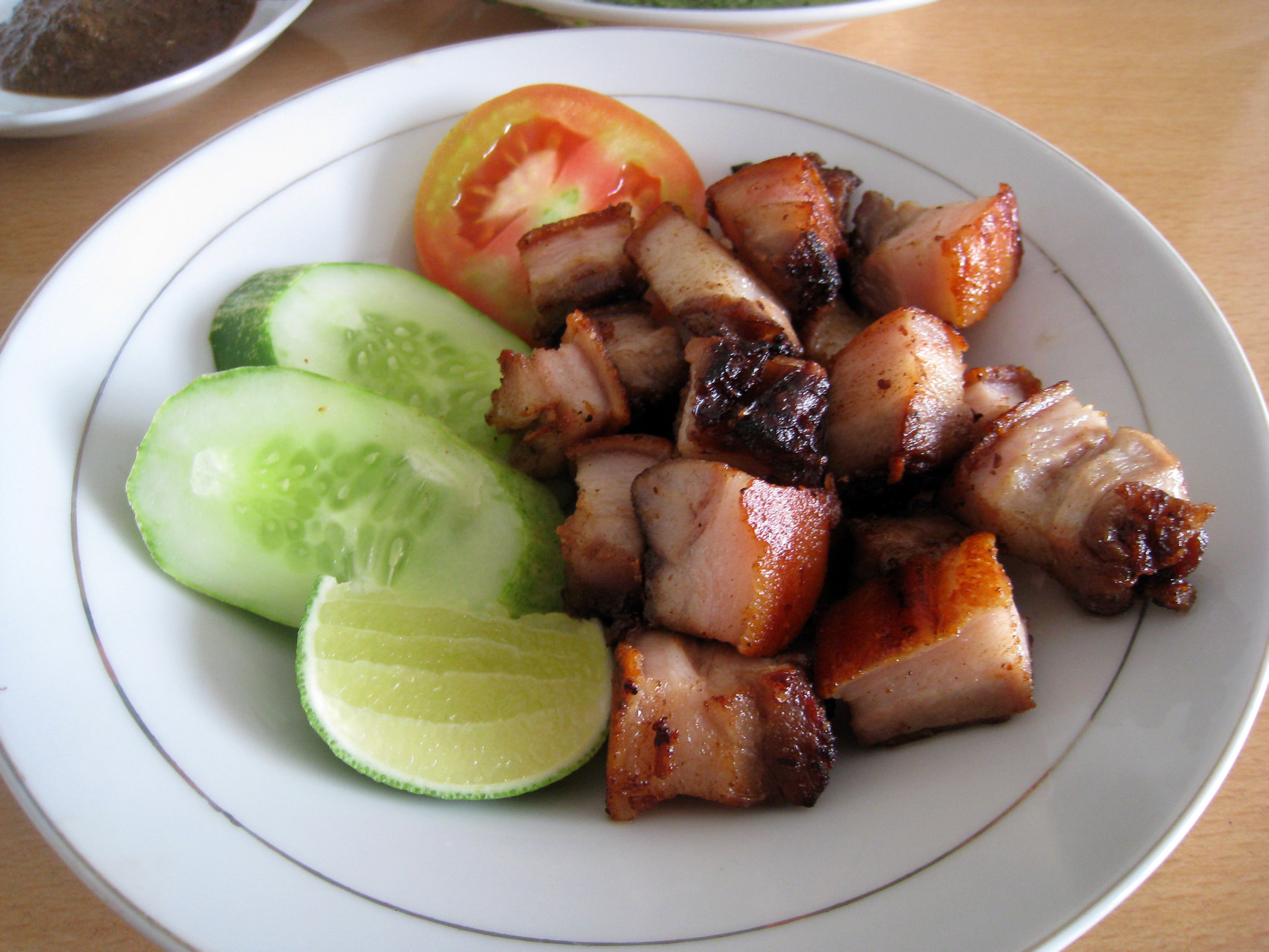
Panggang, porc grillé façon batak.

Depuis plusieurs siècles, les Bataks ont conservé un mode de vie authentique du fait d'un isolement relatif du reste de l'île. La majorité des tribus bataks sont aujourd'hui chrétiennes, par exemple Batak Toba, Karo, et Pakpak. Le porc et le chien sont consommés, souvent cuisinés dans leur propre sang, comme le saksang, ou grillés, comme le panggang.
Il existe cependant une tribu batak musulmane, la tribu des Mandailing, qui mange donc halal et écarte le sang, la viande de porc et de chien.
Un plat populaire de porc est le saksang : ce sont des morceaux de porc frits et sautés dans une sauce épaisse à base de sang. Il existe aussi le babi panggang karo (« porc rôti karo ») — souvent abrégé en BPK —, qui consiste en un émincé de porc servi avec trois accompagnements : un bol de bouillon à base d'os de porc, du sang de porc cuit avec du poivre et du piment, et de la sauce pimentée.
Le buffle d'eau, la viande et le poulet sont également consommés. Le manuk napinadar est un poulet grillé et cuit dans son sang, épicé avec de l'andaliman et de l'ail. L'ayam tasak telu est également un  plat de poulet populaire de la cuisine batak. Tasak telu signifie littéralement « cuit trois fois », et consiste en trois plats : un plat de poulet bouilli, un plat de sauce à base de maïs, d'épices et de bouillon du poulet cuit, et un plat de légumes sautés.

## Poisson
Les Bataks consomment également des poissons d'eau douce, pêchés en rivière ou dans le lac Toba. La carpe est habituellement cuite avec de l'arsik ou servie crue et assaisonnée d'épices, dans un plat appelé dengke mas na niura. Le poisson-chat et le tilapia sont aussi consommés (na tinombur).

## Plats exotiques
Des plats bataks emploient également des ingrédients assez inhabituels, tels que la viande de chien (B1 ou biang) cuite dans son sang ou rôtie.
On trouve également un plat assez populaire et inhabituel appelé pagitpagit. Il s'agit d'un ragoût de feuilles de cassave, de lait de coco, de rimbang (variété amère mais non toxique de Solanaceae), de la sauce arsik, de la viande de porc ou de bœuf, le tout mélangé avec un jus d'herbe ruminée et régurgitée par une vache.
Un autre plat exotique batak s'appelle kidu. Kidu signifie « blanc » en langue karo, et désigne des larves d'insectes trouvées dans des palmiers. Les larves sont frites puis cuisinées dans une sauce arsik bouillante.

## Boissons
Le tuak est un alcool populaire à base de vin de palme. Il est issu de la fermentation de sève d'enau. Un lapo tuak est un bar batak proposant et servant cette boisson. Le nord de l'île de Sumatra est également réputé pour son café. Le mandheling est justement un café réputé issu de la région batak de Mandailing.

## Plats
- Arsik
- Ayam tasak telu
- Dali ni horbo
- Dengke mas na niura
- Manuk napinadar
- Mie gomak
- Na nidugu
- Na tinombur
- Pagitpagit
- Panggang
- Saksang
- Sambal tuktuk
- Tanggotanggo

## Snacks
- Kue benti
- Itak gurgur
- Kacang sihobuk
- Kue lampet
- Kue ombusombus
- Kue pohulpohul
- Sasagun
- Tipatipa